# Кармјанка
Кармјанка (блр. Кармянка; рус. Кормянка) малена је река која протиче преко Кармјанског рејона Гомељске области у Републици Белорусији. Десна је притока реке Сож (и део басена Дњепра) у коју се улива код варошице Карма.
Укупна дужина водотока је свега 14 km, а површина сливног подручја 53 km². Просечан пад износи 2,4 м/км тока. Извире западно од села Лебедовка, а ушће је код варошице Карма.